# Ip-myeon
Ip-myeon (koreanska: 입면) är en socken i kommunen Gokseong-gun i provinsen Södra Jeolla i den södra delen av Sydkorea, 250 km söder om huvudstaden Seoul.